# ماكسيم بوركايف
جنرال الجيش ماكسيم أليكسيفيتش بوركايف (بالروسية: Максим Алексеевич Пуркаев) وُلد في قرية ناليتوفو (والتي سُميت بوركايفو فيما بعد تخليدا لذكراه) بدوبيونسكي أوجيد الواقعة في غوبرنيه فولينيا (موردوفيا حاليا) بالإمبراطورية الروسية بتاريخ 26 أغسطس 1892 (بحسب التقويم الجديد أو 14 أغسطس 1892 بحسب التقويم القديم)، وتوُفي بمدينة موسكو في 1 يناير 1953، وهو قائد عسكري سوفيتي تدرّج في السلك القيادي للقوات المسلحة السوفيتية حتى وصل لرتبة جنرال الجيش.

## حياته
انضم بوركايف للجيش الإمبراطوري الروسي عام 1915 حتى وصل لرتبة برابورشتشيك قبل الانضمام لصفوف الجيش الأحمر عام 1918 حيث شارك في الحرب الأهلية الروسية كقائد سرية ثم قائد كتيبة فيما بعد حتى أتمّ تدريبه العسكري عام 1923 ليصبح بعد ذلك قائد فوج، بعدها قاد الفرقة الرابعة والعشرون رماة حتى عام 1936 عندما استكمل دراساته بأكاديمية فرونز العسكرية.
وبدءا من عام 1938 شعل بوركايف منصب رئيس أركان منطقة بيلاروسيا العسكرية ثم بالملحقية العسكرية السوفيتية في برلين مع بداية الحرب العالمية الثانية عام 1939 كما شارك في التخطيط للغزو السوفيتي لبولندا ثم شغل منصب قائد أركان منطقة كييف العسكرية الخاصة والتي تحوّل إسمها إلى الجبهة الجنوبية الغربية مع بداية الغزو الألماني للاتحاد السوفيتي عام 1941، بعدها انتقل لقيادة الجسش الستون ثم الجيش الصدامي الثالث، وخلال الفترة بين عامي 1942 و1943 عمل قائدا لجبهة كالينين حتى انتقل إلى الشرق الأقصى في إبريل 1943 ومن ثم تولى قيادة جبهة الشرق الأقصى السوفيتي الثانية عام 1945 والتي أصبح من خلالها قائدا لمنطقة الشرق الأقصى العسكرية في الفترة ما بين سبتمبر 1945 وحتى عام 1947 والتي من خلالها نال عضوية مجلس السوفيت الأعلى للدورة المنعقدة فيما بين عامي 1946 و1950.
وبحلول عام 1947 أصبح بوركايف رئيس أركان والنائب الأول للقائد الأعلى للقوات المسلحة بالشرق الأقصى ثم احتل أخيرا منصب رئيس الإدارة التعليمية بوزارة الدفاع السوفيتية منذ يوليو 1952 وحتى وفاته مطلع يناير 1953.

## الأوسمة والنياشين
حصل بوركايف على عديد من الأوسمة العسكرية السوفيتية خلال فترة خدمته في صفوف قوات الجيش الأحمر؛ حيث حصل على:
- وسام لينين (مرتان)؛ أولهما في 14 نوفمبر 1938 «تقديرا لدوره المثالي في قيادة الجيش الأحمر وتعبئة وتدريب الأفراد والوحدات حديثة الانضمام».
- وسام الراية الحمراء (4 مرات)
- وسام سوفوروف من الدرجة الأولى
- وسام كوتوزوف من الدرجة الأولى

كما نال ميدالية عسكرية وحيدة، وهي:
- الميدالية اليوبيلية "قضاء عشرين عاما في خدمة جيش العمال والفلاحين الأحمر"